# Шумейко Олександр Вікторович
Олекса́ндр Ві́кторович Шуме́йко (нар. 24 вересня 1982, с. Митченки, Бахмацький район, Чернігівська область, Українська РСР — пом. 3 серпня 2015, м. Горлівка (Горлівська міська рада), Донецька область, Україна) — солдат Збройних сил України, учасник російсько-української війни, позивний «Шум».

## Життєпис
Народився 1982 року в селі Митченки Бахмацького району Чернігівської області. Вже у 1988 родина переїхала на постійне проживання до Криму, де Сашко пішов у 1-й клас місцевої школи, а 1993 року повернулася на Чернігівщину, — в село Киселівка Менського району, тож з 5-го класу Олександр навчався у Киселівській загальноосвітній школі. Мати працювала вчителем у тій же школі. Улюбленими предметами були історія, англійська мова, українська мова та література, географія. Закінчив школу 2000 року на оцінки «добре» і «відмінно». Захоплювався футболом і музикою, — улюбленим гуртом була «Арія».
Після закінчення школи вступив на заочне відділення Чернігівського інституту економіки та управління, де здобув вищу освіту за спеціальністю «Фінанси». Одночасно з навчанням працював рятувальником у Києві.
Строкову армійську службу проходив у «Десні» на Чернігівщині.
2007 року одружився і разом із дружиною переїхав на постійне місце проживання до Автономної Республіки Крим, — у місто Щолкіне. Влаштувався на роботу рятувальником. 2013 розлучився.
У березні 2014, після збройного перевороту в Криму й окупації Криму російськими військами, залишив службу, квартиру та переїхав до родичів у Киселівку, їздив на заробітки на будівельні об'єкти Києва. За власним бажанням ходив до Менського районного військкомату, щоб його призвали на військову службу на території проведення антитерористичної операції. Мріяв про те, що Кримський півострів повернеться додому. 11 лютого 2015 призваний за частковою мобілізацією як доброволець. Після проходження підготовки на Рівненському військовому полігоні відбув у свій підрозділ.
Солдат, номер обслуги протитанкового артилерійського розрахунку 2-го взводу роти вогневої підтримки 17-го окремого мотопіхотного батальйону «Кіровоград» 57-ї окремої мотопіхотної бригади, в/ч пп В2304. Головний навідник гармати «Рапіра». Ніс службу у Торецьку (на той час — Дзержинськ) та в районі окупованого міста Горлівка. Після закінчення служби планував пов'язати своє життя з армією, підписавши контракт.
Загинув о 00:03 у ніч на 4 серпня 2015 року від осколкових поранень внаслідок розриву 82-міліметрової міни під час вогневого зіткнення з противником в умовах двостороннього вогневого контакту, що тривав з 23:00 до 23:50, на взводному опорному пункті поблизу села Гладосове Горлівської міської ради.
- Прим. У джерелах вказано дату смерті 03.08.2015, але на хресті під час похорон було зазначене 04.08.2015[2].

5 серпня з воїном прощались у Чернігові. Похований 6 серпня на кладовищі села Киселівка.
Залишилась мати, Євгенія Петрівна.

## Нагороди та звання
- Указом Президента України № 553/2015 від 22 вересня 2015 року, «за мужність, самовідданість і високий професіоналізм, виявлені у захисті державного суверенітету та територіальної цілісності України, вірність військовій присязі», нагороджений орденом «За мужність» III ступеня (посмертно)[6].
- Рішенням Менської районної ради № 74 від 30 березня 2016 присвоєно звання «Почесний громадянин Менського району».

## Вшанування пам'яті
- 9 травня 2016 у Киселівці Менського району біля пам'ятника загиблим у Другій світовій війні відбулося урочисте відкриття меморіальної дошки на честь загиблого односельця Олександра Шумейка[7].
- 24 серпня 2017 в райцентрі Мена біля Обеліска Слави відкрито Алею Героїв на вшанування пам'яті воїнів-інтернаціоналістів, героїв Чорнобиля та героїв АТО з Менщини, серед яких й Олександр Шумейко[8].

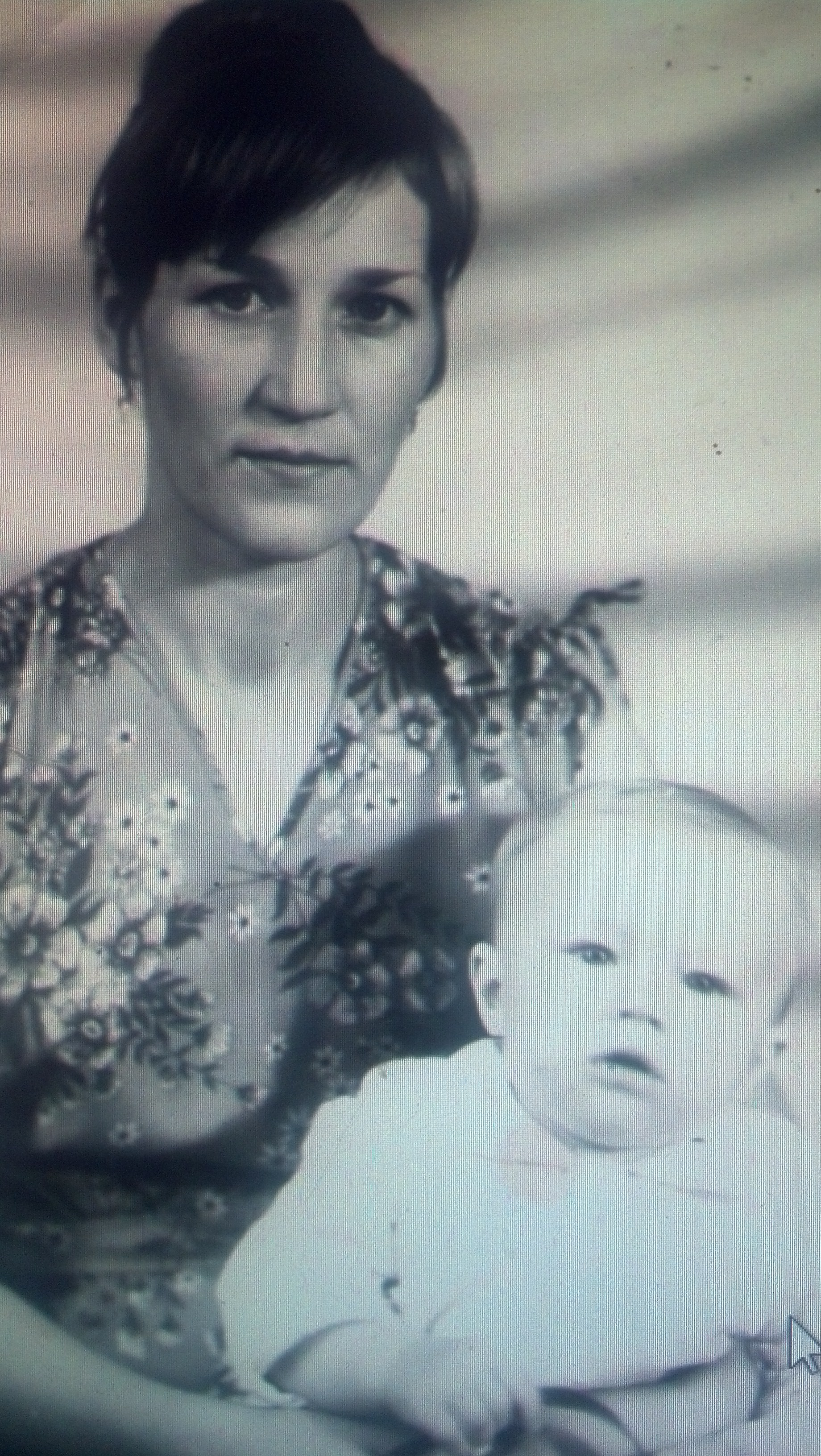
Маленький Сашко з мамою
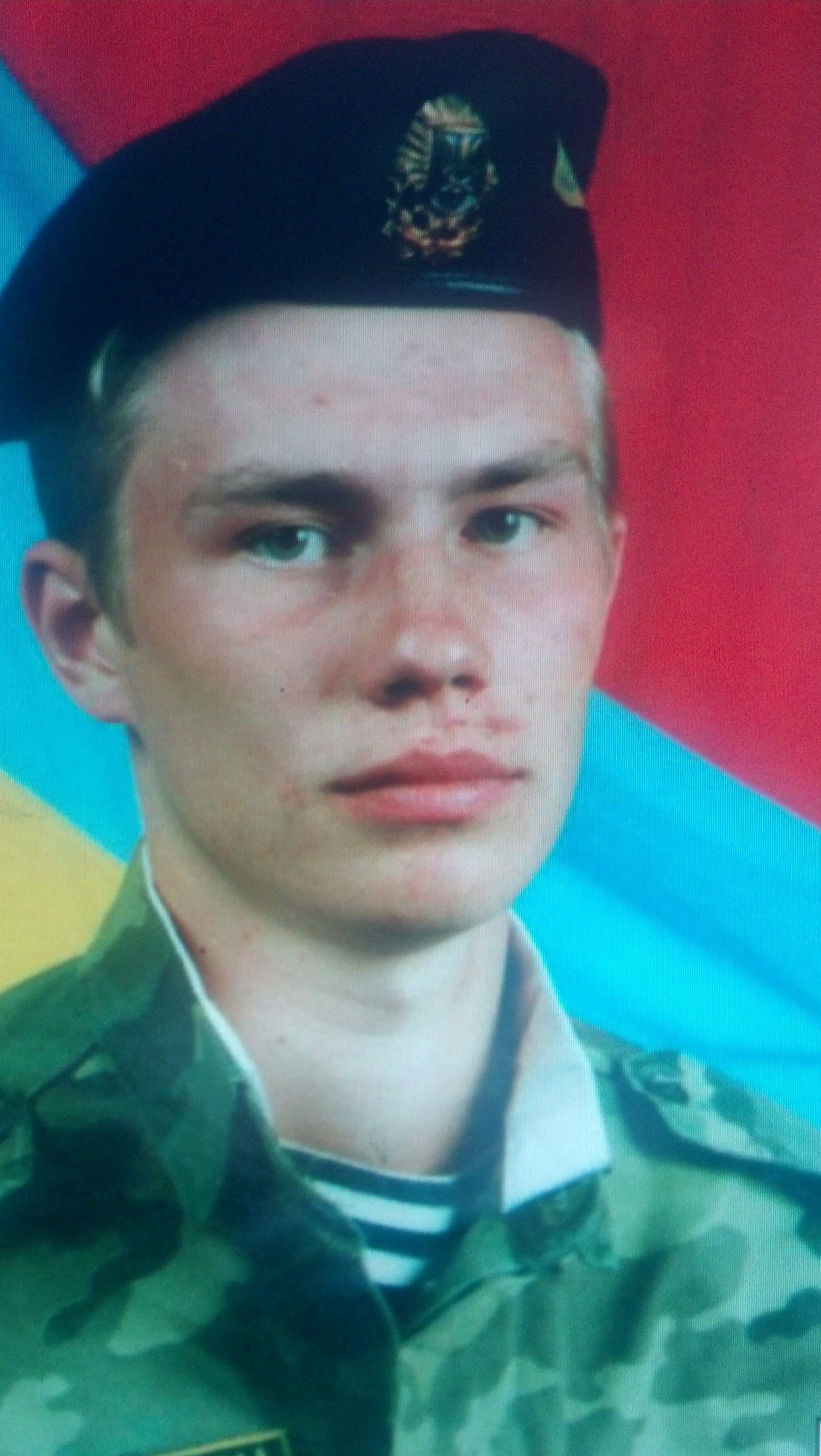
Під час строкової служби
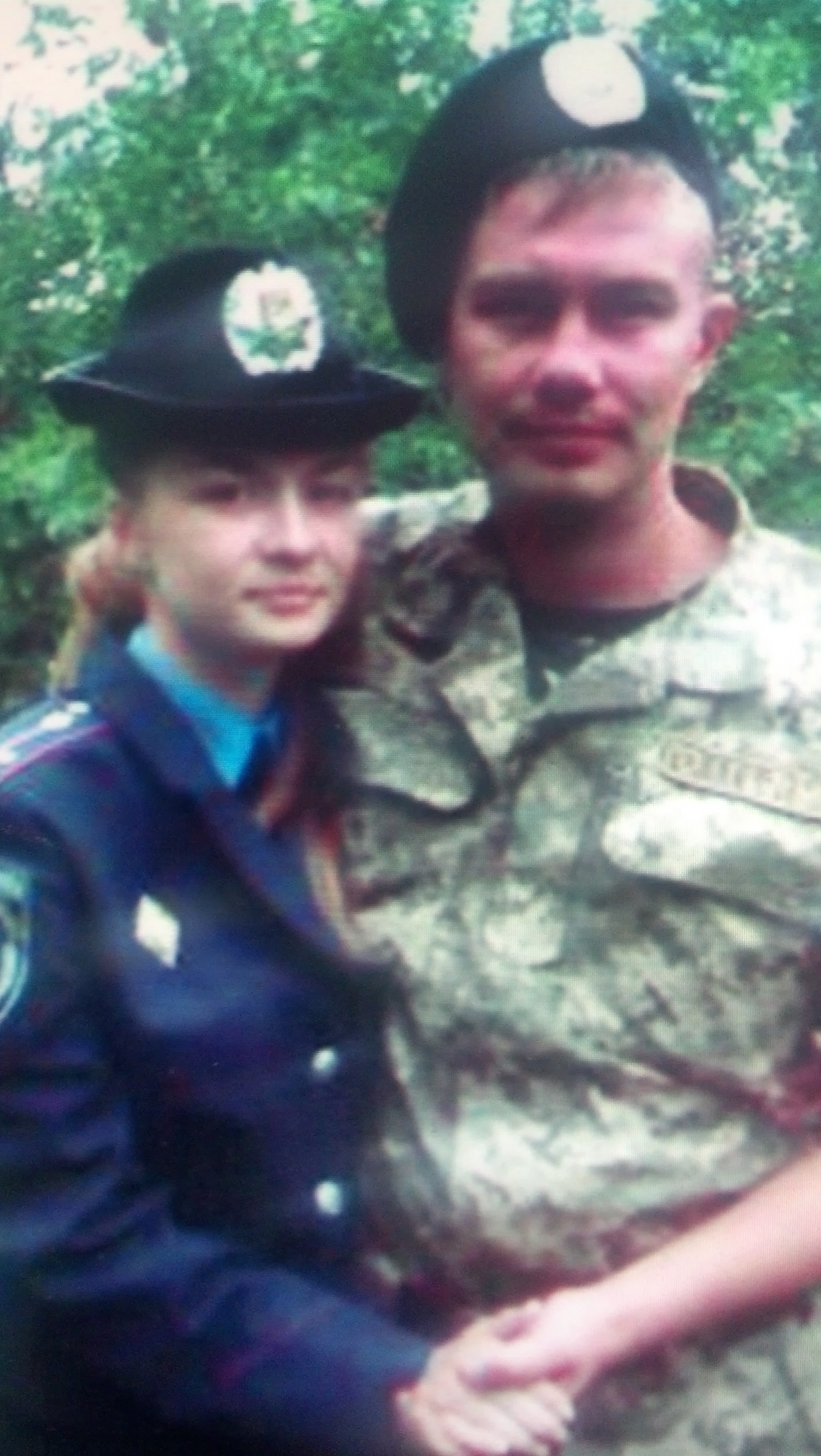
Під час відпустки з АТО, травень 2015
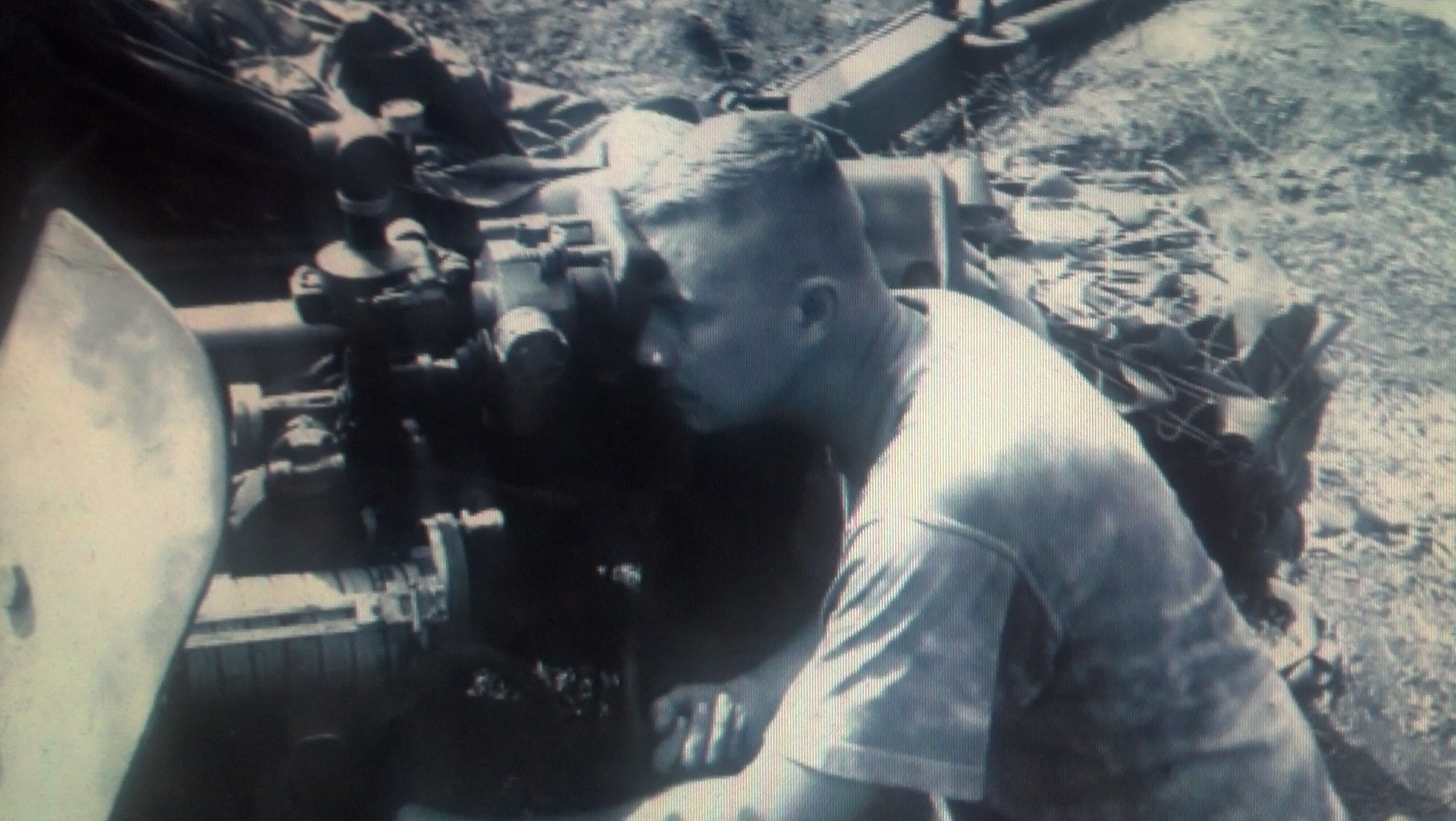
Навідник «Шум»
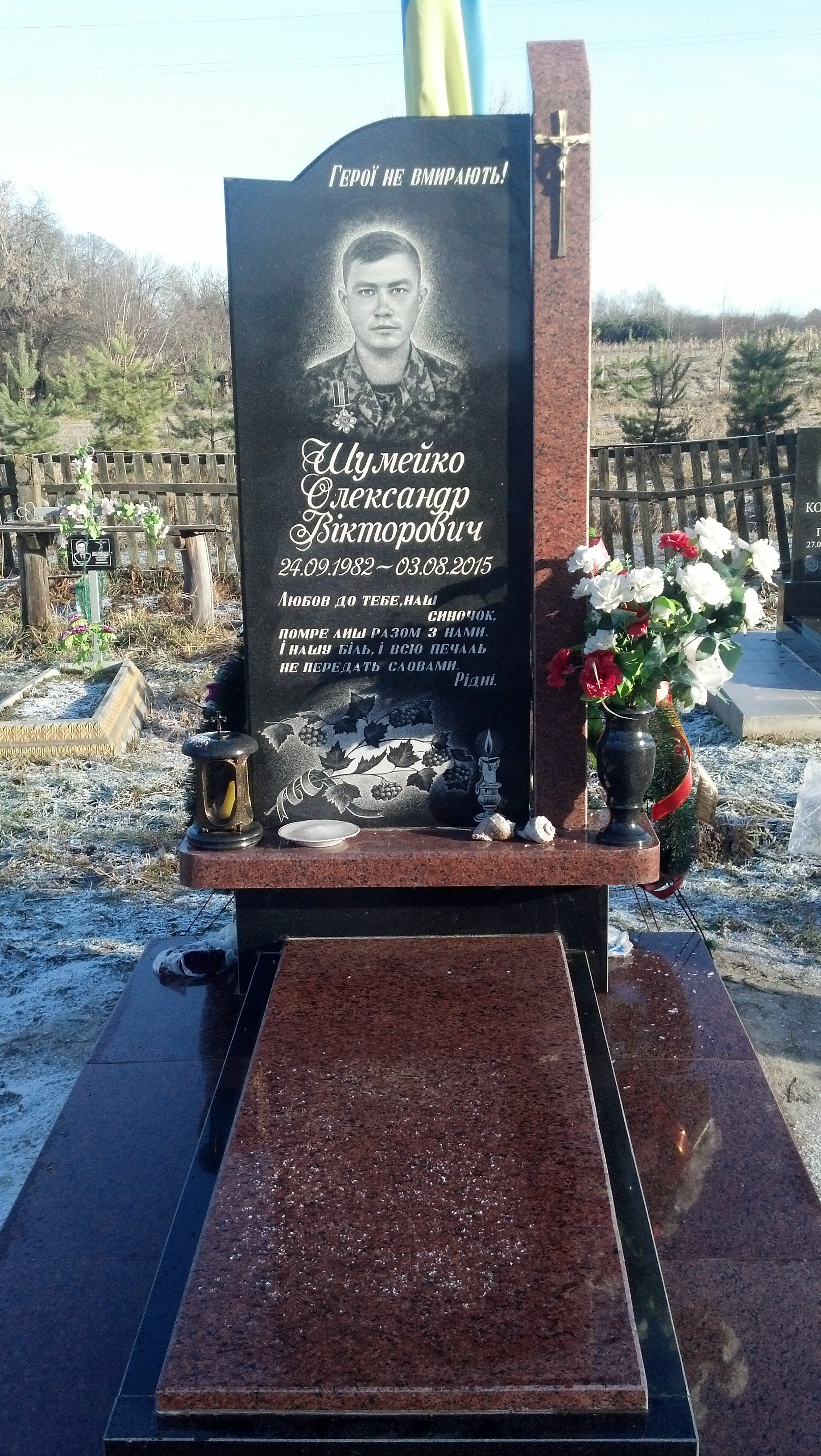
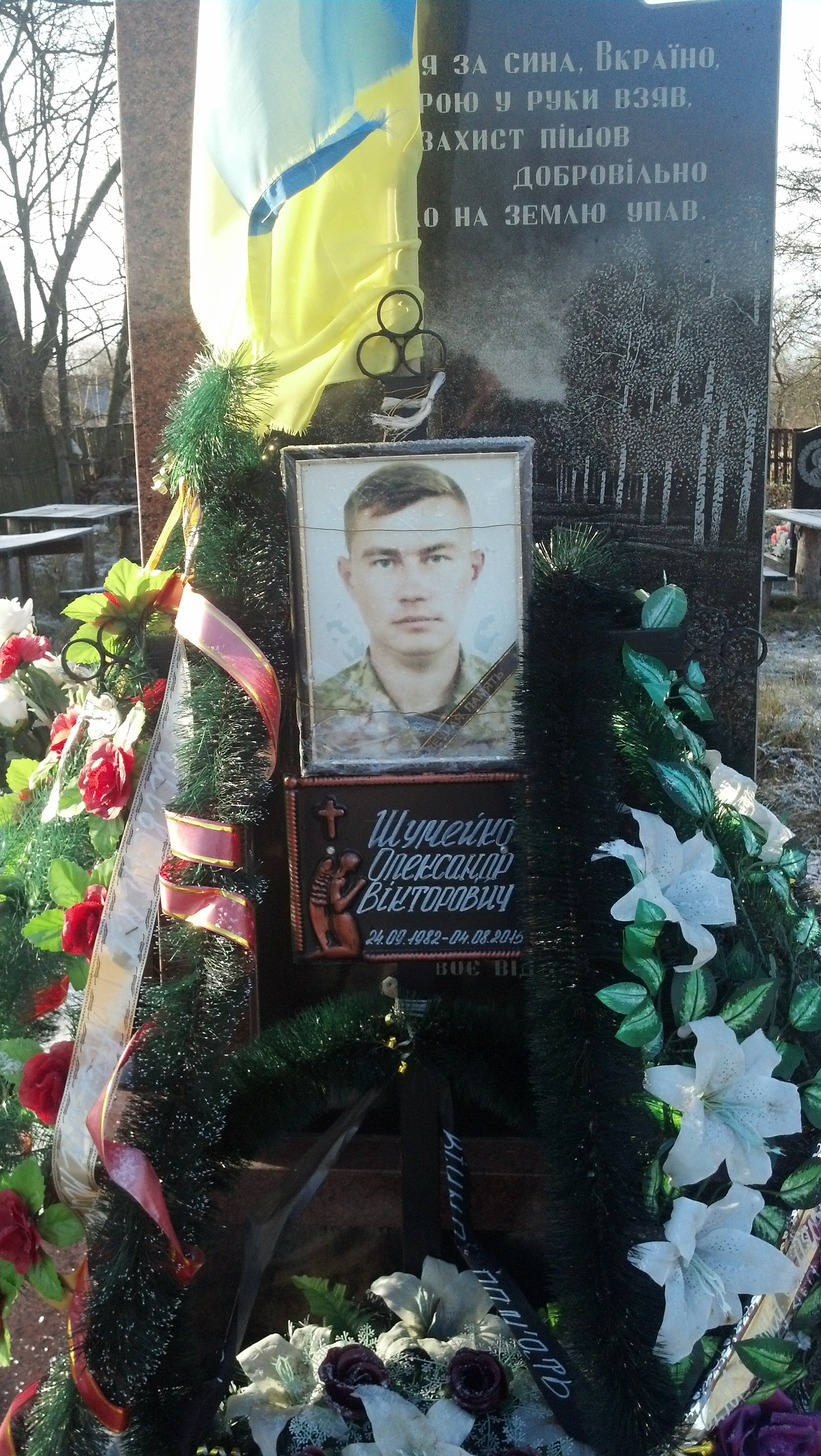
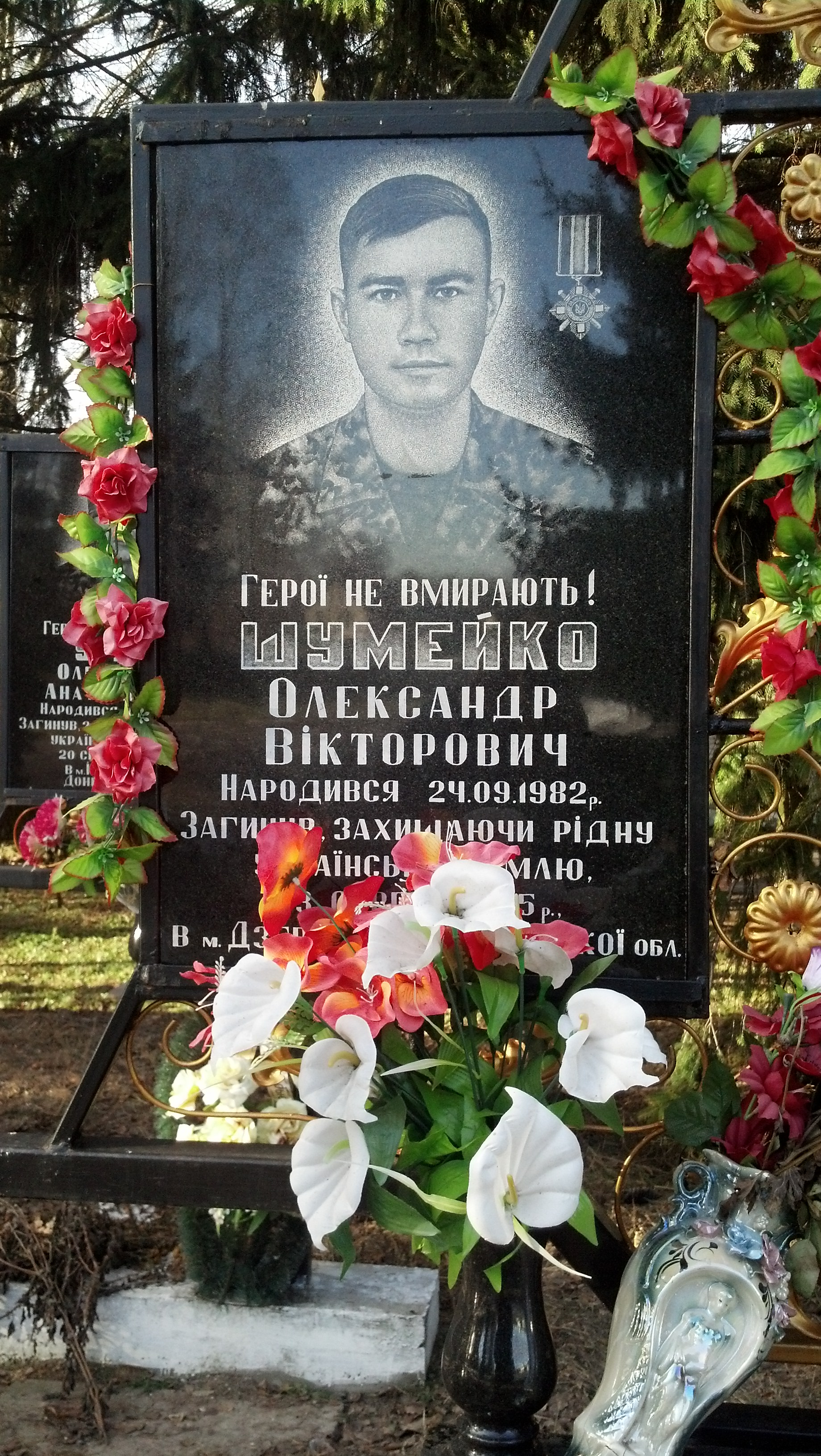
Меморіальний знак
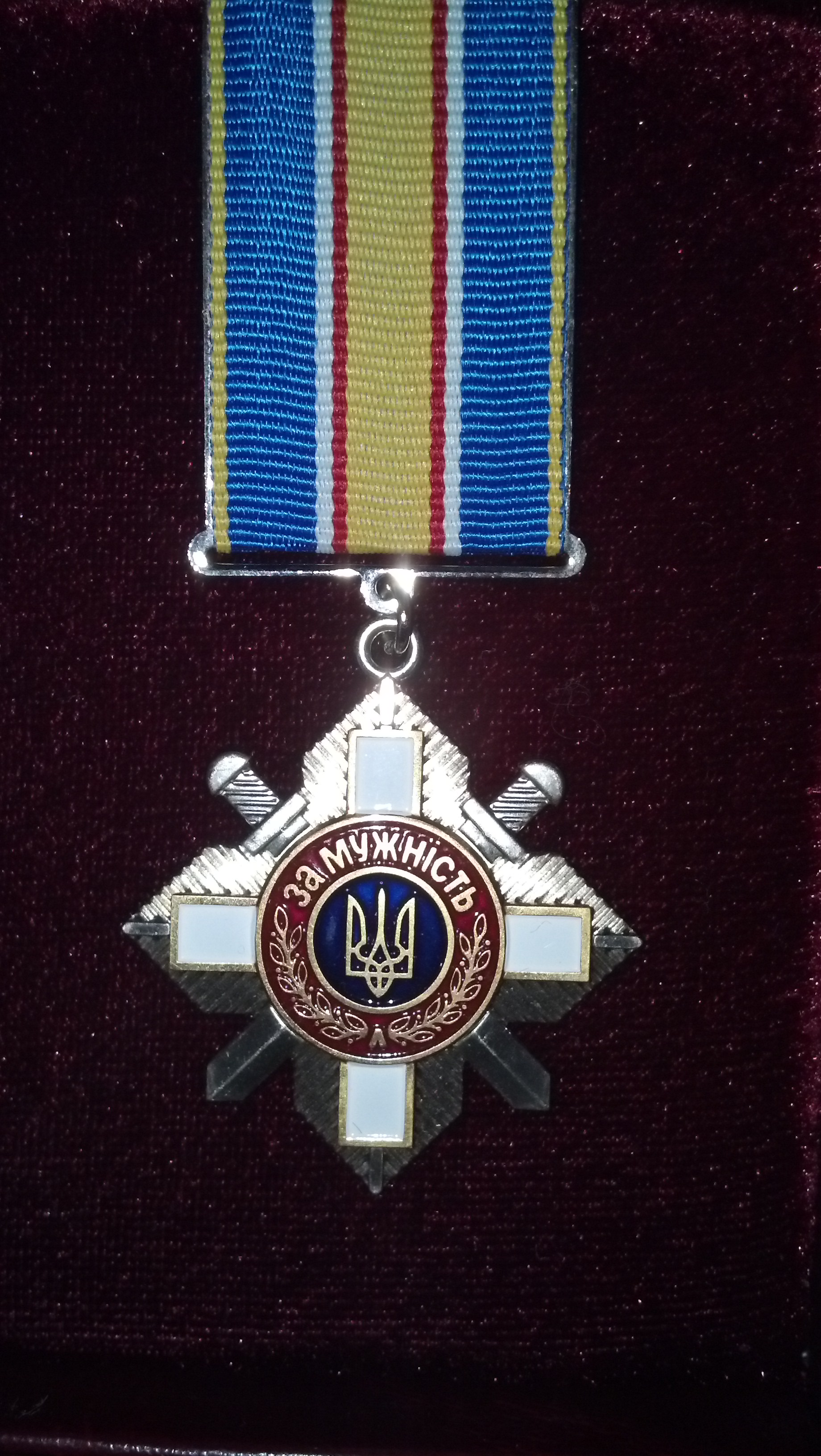
Орден Олександра Шумейка